# Интегральная кривая

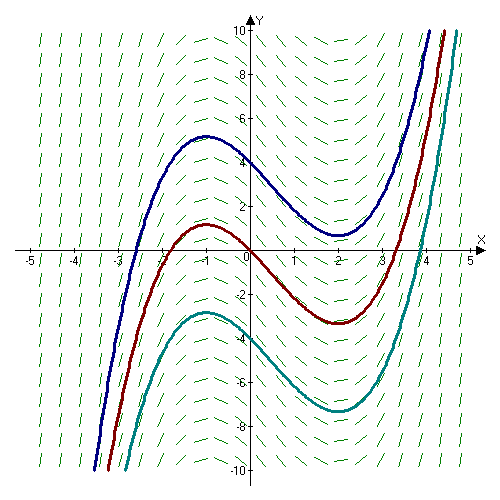
Интегральные кривые для.

Интегральной кривой называется график решения геометрически неопределённого интеграла (первообразной), представляющего собой семейство «параллельных» кривых {\displaystyle y=F(x)+C}, где каждому числу С соответствует определенная кривая семейства. График каждой кривой и называется интегральной кривой.
Геометрическое построение интегральных кривых называют «качественным интегрированием уравнений»; используется также для исследования поведения динамических систем в фазовом пространстве.